# Rasuan Baru
Rasuan Baru is een bestuurslaag in het regentschap Ogan Komering Ulu van de provincie Zuid-Sumatra, Indonesië. Rasuan Baru telt 982 inwoners (volkstelling 2010).